# Борозенко-Конончук Олександр Євстафійович
Олександр Євстафійович Борозенко-Конончук (нар. 8 липня 1891, Антонів, Сквирський повіт, Київська губернія — пом. 29 січня 1918, Крути) — учасник бою під Крутами. Похований на Аскольдовій могилі у Києві.

## Життєпис
Народився у селянській родині Остапа (Євстафія) Ісидоровича (19 вересня 1856 р.н.) та Агафії Іванівни. Навчався в Антонівському двокласному сільському училищі. 1905 р. планував вступати у Велико-Сорочинську вчительську семінарію, однак обрав професію медика і з 1906 по 1910 р. навчався у Київській земській фельдшерській школі при Кирилівській лікарні (нині — Київський перший медичний коледж).
Після закінчення навчання працював у лікарнях Київської губернії. 1912 р. призваний на військову службу. Під час Першої світової війни як солдат Російської імператорської армії брав участь в окупації росіянами Галичини. З початком Української революції 1917—1921 рр. став активним діячем фельдшерського руху. Учасник з'їздів медико-санітарного персоналу, член Всеукраїнської спілки лікарських помічників. Восени 1917 р. вступив на правничий факультет Українського народного університету. Під час бою під Крутами 29 січня 1918 р. потрапив у полон і був розстріляний більшовиками. 19 березня 1918 р. похований на Аскольдовій могилі у Києві.